# House for sale
House for sale is een nummer uit 1975 van Lucifer, met leadzangeres Margriet Eshuijs en met verder Henny Huisman als drummer in de gelederen.

## Inleiding
Het lied werd geschreven door Gloria Sklerov en Harry Lloyd, twee songwriters die in dienst waren bij Garrett Music. Tijdens een bezoek van Peter Schoonhoven van EMI aan Snuff Garrett in 1973, werd hij voorgesteld aan verschillende medewerkers, onder wie Sklerov die hem dit lied op de piano voorspeelde. Schoonhoven vond het prachtig en liet het Frank Jansen (hoofd programmabureau) van Bovema horen, wel gezien als de ontdekker van Lucifer. Op zijn beurt schakelde Jansen opkomende muziekproducent Hans Vermeulen in. Hij haalde Lucifer naar de Bovema Studio in Heemstede. Vermeulen vond echter de musici van Lucifer Henny Huisman (drums), Duick Buisman, Job Netten en Julio Wilson niet geschikt voor studiowerk (wel voor podiumwerk) en nam het op met “zijn” band Rainbow Train bestaande uit:
- Hans Vermeulen – gitaar
- Jan Vermeulen – basgitaar
- Erik Tagg – dwarsfluit, piano
- Shell Schellekens – drumstel
- Rainbow Train Singers – koortje (Hans en Jan Vermeulen, Okkie Huijsdens, Martha Hollestelle, Dianne Marchal, Jody Pijper, Debbie Wokaty)

Op het album worden zowel de band- en studiosamenstelling vermeld.
Opnamen werden opgehouden omdat de studio een defect kreeg; de musici vertrokken daarop naar de GTB Studio in Den Haag.
Een andere bron vermeldt dat Schoonhoven rechtstreeks Vermeulen benaderde met de suggestie House for sale op te nemen voor het eerste album van Lucifer. As we are zou echter pas een half jaar na de single worden uitgegeven en bevatte geen nummers eerder opgenomen dan House for sale (Morning sun uit 1973 en Open book uit 1974).
House for sale kwam als A-kant uit op de eerste single van Lucifer, met het door Eshuijs geschreven nummer My dream world op de B-kant. De single werd door Veronica uitgeroepen tot Alarmschijf en bereikte in zowel de Top 40 als de Nationale Hitparade nummer 4 als hoogste notering.

## Andere uitvoeringen
House for sale is onder meer gecoverd door Grant & Forsyth en door Ricky Koole. Rapper RB Djan samplede het in Dit keer is het anders dat speciaal werd opgenomen voor een aflevering van Ali B op volle toeren. Ook zangeres Marlayne heeft dit nummer gecoverd (met backing vocals van Hans Vermeulen en Selma van Dijk).

## Hitnotering
| "House for sale" in de Nederlandse Top 40 - binnen: 12-04-1975 | "House for sale" in de Nederlandse Top 40 - binnen: 12-04-1975 | "House for sale" in de Nederlandse Top 40 - binnen: 12-04-1975 | "House for sale" in de Nederlandse Top 40 - binnen: 12-04-1975 | "House for sale" in de Nederlandse Top 40 - binnen: 12-04-1975 | "House for sale" in de Nederlandse Top 40 - binnen: 12-04-1975 | "House for sale" in de Nederlandse Top 40 - binnen: 12-04-1975 | "House for sale" in de Nederlandse Top 40 - binnen: 12-04-1975 | "House for sale" in de Nederlandse Top 40 - binnen: 12-04-1975 | "House for sale" in de Nederlandse Top 40 - binnen: 12-04-1975 | "House for sale" in de Nederlandse Top 40 - binnen: 12-04-1975 | "House for sale" in de Nederlandse Top 40 - binnen: 12-04-1975 | "House for sale" in de Nederlandse Top 40 - binnen: 12-04-1975 |
| Week                                                           | 1                                                              | 2                                                              | 3                                                              | 4                                                              | 5                                                              | 6                                                              | 7                                                              | 8                                                              | 9                                                              | 10                                                             | 11                                                             |                                                                |
| -------------------------------------------------------------- | -------------------------------------------------------------- | -------------------------------------------------------------- | -------------------------------------------------------------- | -------------------------------------------------------------- | -------------------------------------------------------------- | -------------------------------------------------------------- | -------------------------------------------------------------- | -------------------------------------------------------------- | -------------------------------------------------------------- | -------------------------------------------------------------- | -------------------------------------------------------------- | -------------------------------------------------------------- |
| Nummer                                                         | 22                                                             | 17                                                             | 13                                                             | 8                                                              | 5                                                              | 4                                                              | 5                                                              | 10                                                             | 19                                                             | 31                                                             | 36                                                             | uit                                                            |

| "House for sale" in de Nationale Hitparade - binnen: 12-04-1975 | "House for sale" in de Nationale Hitparade - binnen: 12-04-1975 | "House for sale" in de Nationale Hitparade - binnen: 12-04-1975 | "House for sale" in de Nationale Hitparade - binnen: 12-04-1975 | "House for sale" in de Nationale Hitparade - binnen: 12-04-1975 | "House for sale" in de Nationale Hitparade - binnen: 12-04-1975 | "House for sale" in de Nationale Hitparade - binnen: 12-04-1975 | "House for sale" in de Nationale Hitparade - binnen: 12-04-1975 | "House for sale" in de Nationale Hitparade - binnen: 12-04-1975 | "House for sale" in de Nationale Hitparade - binnen: 12-04-1975 | "House for sale" in de Nationale Hitparade - binnen: 12-04-1975 |
| Week                                                            | 1                                                               | 2                                                               | 3                                                               | 4                                                               | 5                                                               | 6                                                               | 7                                                               | 8                                                               | 9                                                               |                                                                 |
| --------------------------------------------------------------- | --------------------------------------------------------------- | --------------------------------------------------------------- | --------------------------------------------------------------- | --------------------------------------------------------------- | --------------------------------------------------------------- | --------------------------------------------------------------- | --------------------------------------------------------------- | --------------------------------------------------------------- | --------------------------------------------------------------- | --------------------------------------------------------------- |
| Nummer                                                          | 27                                                              | 13                                                              | 12                                                              | 10                                                              | 7                                                               | 5                                                               | 4                                                               | 8                                                               | 17                                                              | uit                                                             |

### BelgischeBRT Top 30
| Positie: | 19 | 23 | 14 | 18 | 12 | 26 | 17 | 28 | uit |

### VlaamseUltratop 30
| Positie: | 24 | 20 | 14 | 16 | 16 | 22 | 30 | uit |

### NPO Radio 2 Top 2000
| Nummer met noteringen in de NPO Radio 2 Top 2000 | '99 | '00 | '01 | '02 | '03 | '04 | '05 | '06 | '07 | '08 | '09  | '10 | '11 | '12 | '13 | '14 | '15  | '16  | '17  | '18  | '19  | '20  | '21  | '22  | '23  | '24  |
| ------------------------------------------------ | --- | --- | --- | --- | --- | --- | --- | --- | --- | --- | ---- | --- | --- | --- | --- | --- | ---- | ---- | ---- | ---- | ---- | ---- | ---- | ---- | ---- | ---- |
| House for Sale                                   | 275 | 452 | 525 | 630 | 596 | 583 | 551 | 667 | 866 | 634 | 1024 | 890 | 836 | 883 | 920 | 994 | 1194 | 1307 | 1014 | 1323 | 1362 | 1187 | 1326 | 1519 | 1169 | 1368 |

1. ↑  Een vetgedrukt getal geeft de hoogste notering aan.

### Evergreen Top 1000
| Evergreen Top 1000 | Evergreen Top 1000 | Evergreen Top 1000 | Evergreen Top 1000 | Evergreen Top 1000 | Evergreen Top 1000 | Evergreen Top 1000 | Evergreen Top 1000 | Evergreen Top 1000 | Evergreen Top 1000 | Evergreen Top 1000 | Evergreen Top 1000 | Evergreen Top 1000 | Evergreen Top 1000 | Evergreen Top 1000 | Evergreen Top 1000 | Evergreen Top 1000 |
| Jaar               | 2008               | 2009               | 2010               | 2011               | 2012               | 2013               | 2014               | 2015               | 2016               | 2017               | 2018               | 2019               | 2020               | 2021               | 2022               | 2023               |
| ------------------ | ------------------ | ------------------ | ------------------ | ------------------ | ------------------ | ------------------ | ------------------ | ------------------ | ------------------ | ------------------ | ------------------ | ------------------ | ------------------ | ------------------ | ------------------ | ------------------ |
| Positie            | -                  | -                  | -                  | -                  | -                  | 431                | 422                | 306                | 282                | 251                | 231                | 190                | 236                | 243                | 315                | 233                |